# Échecs féeriques
Le terme échecs féeriques désigne les variantes du jeu d'échecs. Il est principalement utilisé dans les problèmes d'échecs pour indiquer que les règles habituelles du jeu d'échecs ne sont pas respectées.
Ce terme a été employé pour la première fois par l'Australien Henry Tate en 1914. Il correspond à l'une des huit sections d'un Album FIDE, celle qui regroupe les problèmes féeriques.
Le côté féerique d'un problème peut venir de l'un, ou de plusieurs, des éléments suivants :
- utilisation d'un énoncé féerique,
- utilisation de conditions féeriques (on parle aussi de genres féeriques),
- utilisation de pièces féeriques.

## Utilisation d'un énoncé féerique
C'est la particularité des échecs féeriques que d'avoir éventuellement recours à des énoncés féeriques qui ne respectent pas les règles du jeu d'échecs.

### Précision sur les problèmes hétérodoxes
Les problèmes hétérodoxes sont :
- les mats aidés (les noirs aident les blancs à les mater),
- les mats inverses (les blancs forcent les noirs à les mater).

Ils ne font pas partie du domaine des échecs féeriques, car même si l'énoncé est inhabituel pour un joueur de partie, c'est un énoncé qui respecte parfaitement les règles du jeu d'échecs.

### Exemples d'énoncés féeriques
- les mats réflexes - comme les mats inverses, mais avec une condition supplémentaire : dès qu'un camp a la possibilité de donner échec et mat, il en a l'obligation (ces problèmes sont féeriques, parce que l'énoncé interdit de jouer certains coups qui sont pourtant parfaitement légaux)
- les problèmes de série - celui qui joue dispose d'une série de coups sans réponse de son adversaire (ce genre va à l'encontre de la règle d'alternance des coups du jeu d'échecs)

## Utilisation de conditions féeriques
Une condition féerique est une modification des règles du jeu d'échecs qui s'applique à l'ensemble ou à un sous-ensemble des pièces présentes.
Ces modifications peuvent concerner le but à atteindre, l'échiquier, les cases de l'échiquier, les règles de déplacement, les règles de prise, etc.

## Utilisation de pièces féeriques
Une pièce féerique est une pièce qui n'existe pas dans le jeu d'échecs traditionnel, mais qui est utilisée dans certaines variantes du jeu d'échecs et/ou dans des problèmes d'échecs féeriques.

## Dans la culture populaire
Les échecs « magiques » et leurs règles variables, font partie de l'intrigue du roman de science-fiction L'Echiquier fabuleux de Lewis Padgett (1976).